# Parbattia aethiopicalis
Parbattia aethiopicalis är en fjärilsart som beskrevs av George Francis Hampson 1913. Parbattia aethiopicalis ingår i släktet Parbattia och familjen Crambidae. Inga underarter finns listade i Catalogue of Life.